# Small Outline Diode

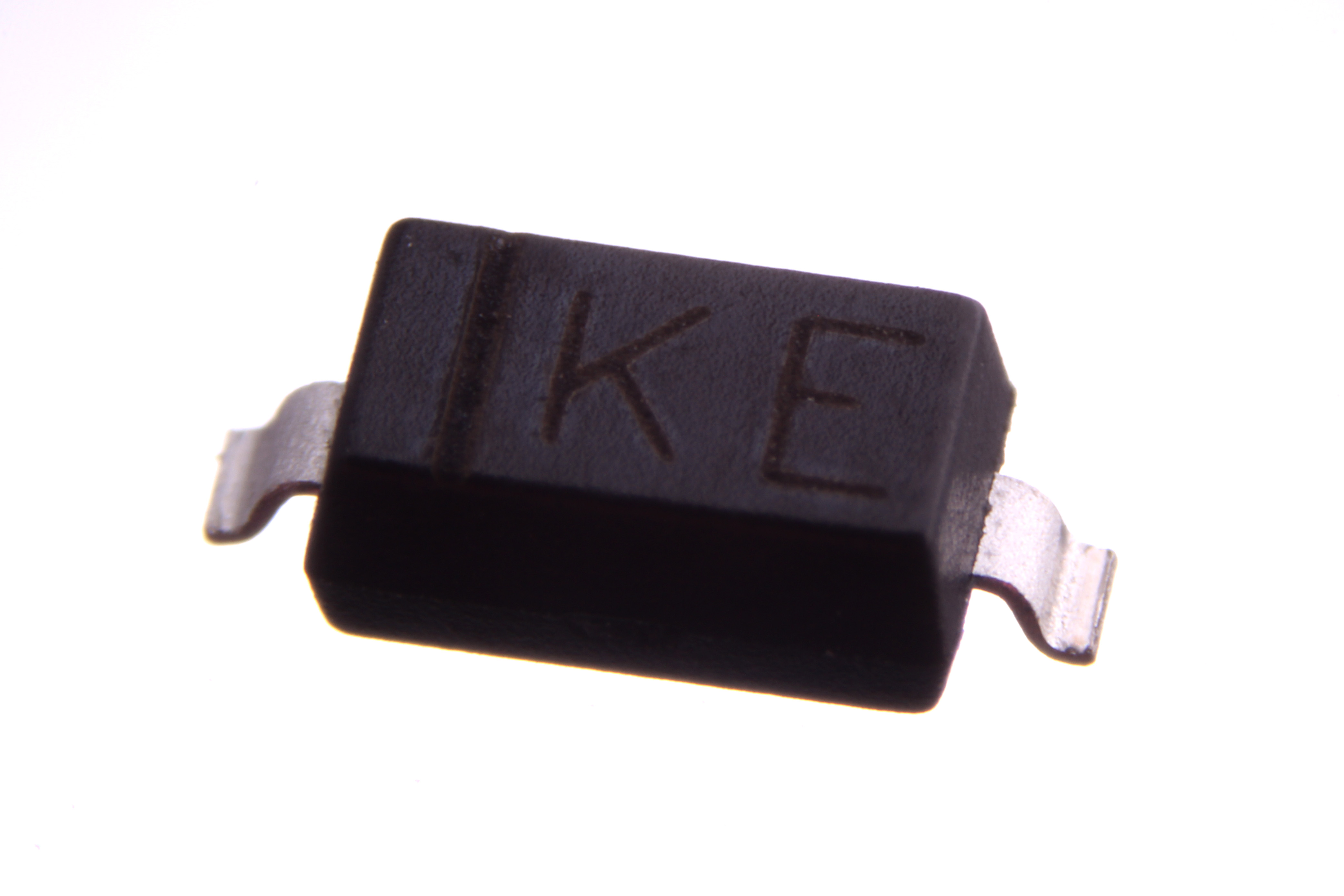
Paquet SOD-123

Small Outline Diode (SOD) és una designació per a un grup de paquets de semiconductors per a díodes muntats en superfície. L'estàndard inclou múltiples variants com ara SOD-123, SOD-323, SOD-523 i SOD-923. SOD-123 és el més gran, SOD-923 és el més petit.
A més, hi ha diversos noms per a la mateixa forma d'envàs segons el fabricant. Per exemple, SOD-523 s'anomena "EMD2" per ROHM i "SMini2-F5-B" per Panasonic.
En general, com més gran sigui el nombre després de SOD, més petita serà la mida del paquet.
Si s'afegeix "F" o "FL" després de "SOD-000", la forma de plom serà "plana". Si no hi ha "F" o "FL" després de "SOD-000", la forma de plom és "ala de gavina" (per exemple, SOD-323F i SOD-323FL són formes de plom planes, però SOD-323 és una ala de gavina forma de plom).